# الغالبية العظمى
الغالبية العظمى أو الغالبية الخاصة هي واحدة من الشروط التي يتطلبها مُقترَح معين ليحظى بالدعم والقبول اللازمين. الغالبية العظمى تمثل حدًا فاصلًا هو أعلى من غالبية النصف زائد واحد. تساهم الغالبية العظمى بالأنظمة الديمقراطية في كونها تمنع الأغلبيات من تقويض الحقوق الأساسية للأقليات. تتطلب التغييرات الدستورية، خاصةً تلك التي تتضمن نصوصًا محصنة، عادةً دعم الغالبية العظمى بالسلطة التشريعية. تنص الإجراءات البرلمانية على أنّ أي تجمّع هدفه تغيير حقوق الأقليات يجب أن يمتلك شرط الغالبية العظمى، مثل موافقة ثلثي الأعضاء.

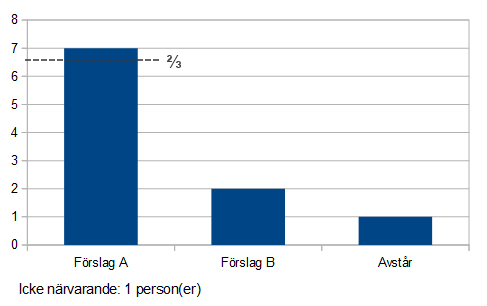

توجد عدة مفاهيم بديلة من تصويت الغالبية، منها غالبية الأعضاء أو غالبية المقاعد، حتى الشاغرة. يمكن الغالبية العظمى أن تكون محددة للأعضاء الحاضرين، أو للمقاعد الكلية في المجلس بدلًا من أن تكون خاصة فقط بالأعضاء الحاضرين للتصويت أو العدد الكلي للأعضاء.

## التاريخ
وُجد أول مثال للغالبية العظمى سنة مئة ق.م في روما القديمة. شرّع البابا ألكسندر الثالث سنة 1179 في مجمع لاتران الثالث، شرط الغالبية العظمى -ثلثي الأعضاء- لتعيين البابا في الانتخابات البابوية.

## أشكال شائعة للغالبية العظمى
يُعد تصويت الغالبية، أي أكثر من نصف الأصوات، أساسًا شائعًا للتصويت. أما الغالبية العظمى -تُسمى أحيانًا الغالبية المؤهلة- فيمكن تحديدها باستخدام أي من الكسور أو النسب المئوية أكبر من النصف. من الأشكال الشائعة للغالبية العظمى ثلاثة الأخماس (60%) والثلثين (66.66%) وثلاثة أرباع الأعضاء (75%).
يمكن وضع شروط محددة للغالبية العظمى، مثل أن تشمل كامل الأعضاء -الحاضرين والغائبين- بدلًا من الأعضاء الحاضرين فقط للتصويت، لكن مثل هذه الشروط يجب أن تُعلن صراحةً مسبقًا. في هذه الحالة، الغياب عن التصويت والامتناع عنه يُعد تصويتًا ضد المُقترح.

## مفاهيم مشابهة

### غالبية الأعضاء
هو أساس للتصويت يتطلب التصويت بالموافقة من أكثر من نصف الأعضاء في المجلس -من ضمنهم الغائبون والممتنعون عن التصويت- ليُمرر المُقترح محل التصويت. عمليًا، هذا يعني أن الغياب أو الامتناع عن التصويت يُعد تصويتًا بالرفض. هذا النوع من الغالبية يُعد معاكسًا لغالبية الأصوات، إذ تتطلب الأخيرة موافقة أكثر من نصف الأصوات التي تم الإدلاء بها وليس موافقة نصف الأعضاء.

### غالبية المقاعد
تعتمد على العدد الكلي الثابت للمقاعد في المجلس. يُعتمد هذا المبدأ فقط عندما يكون عدد المقاعد ثابتًا ومحددًا في قانون المجلس أو المنظمة. تختلف غالبية المقاعد عن غالبية الأعضاء عندما توجد مقاعد شاغرة في المجلس. مثلًا، إذا كان المجلس يحتوي 12 مقعدًا ويوجد مقعدان شاغران، فإن غالبية الأعضاء ستكون أكثر من 5 في حين تكون غالبية المقاعد أكثر من 6.

## استخدامها في الإجراءات البرلمانية
تتطلب الإجراءات البرلمانية أن أي إجراء يغيّر الحقوق الخاصة بالأقليات يجب أن توافق عليه غالبية عظمى وفقًا لقواعد النظام الديمقراطية.
مقايضةً بين حقوق الفرد وبين حقوق الجمع، سُنّ المبدأ الذي ينص على أن ثلثي الأصوات يجب أن توافق على أي قرار: (أ) يوقف أو يعدّل قانونًا سُنّ مسبقًا. (ب) يغلق أو يقلل أو يحدّد مدى النقاش. (ج) يغلق الترشيح أو التصويت، أو يقوض الحرية للترشيح والتصويت. (د) سحب العضوية.

## استخدامها من قبل الحكومات حول العالم

### كندا
يمكن تمرير أغلب التعديلات الدستورية إذا وافق عليها مجلس العموم والشيوخ وأكثر من ثلثي المجالس القضائية في الأقاليم التي تشكل أكثر من 50%من السكان في كندا.

### الدنمارك
البند العشرون من الدستور الدنماركي ينصّ على أن الحكومة أو البرلمان يجب أن يحصل على موافقة خمسة أسداس المقاعد -150 من أصل 179 مقعدًا- في مجلس الشعب من أجل التخلي عن جزء من السيادة الوطنية لصالح منظمة دولية مثل الاتحاد الأوروبي أو الأمم المتحدة. حال حصلت غالبية عادية -أكثر من النصف- عندها يجب إجراء استفتاء عام حول الموضوع.

### فنلندا
ينص القانون الفنلندي على أنه عند اقتراح أي تغيير أو إضافة أو حذف لجزء من الدستور الفنلندي، فإنه يجب الحصول على موافقة ثلثي أعضاء البرلمان الفنلندي على هذا الاقتراح، أي 134 من أصل 200 عضو في البرلمان.

### الهند
ينص البند رقم 368 من الدستور الهندي على أن أي تعديل دستوري يتطلب -للموافقة عليه- الغالبية العظمى ممثلةً بثلثي الأعضاء المصوتين في كل مجلس من البرلمان الهندي. وفي المسائل المتعلقة بالولايات وبالقضاء، فإنه يجب أن توافق أكثر من نصف الولايات على التعديل.

### إيطاليا
يُنتخب رئيس إيطاليا عبر مجمع انتخابي يتألف من مجلسي البرلمان في جلسة مشتركة مع 58 ممثلًا انتخابيًا من مناطق البلد العشرين. خلال الأدوار الثلاثة الأولى للمجمع، يجب أن يحصل المرشح على ثلثي الأصوات للحصول على الرئاسة، لكن من الدور الرابع فأكثر، فإن غالبية عادية تكفي. تتطلب الإصلاحات الدستورية غالبية عظمى تتمثل بثلثي الأصوات في مجلسي الشعب والشيوخ وذلك لتجنب تمريرها للتصويت العام وإجراء استفتاء.

### اليابان
تتطلب التعديلات الدستورية غالبية برلمانية مطلقة متمثلة بثلثي البرلمان الياباني، وغالبية عادية في الاستفتاء. 
نيجيريا
يشترط الدستور النيجيري غالبية مطلقة متمثلة بثلثي الجمعية الوطنية لتعديل الدستور وسنّ القوانين في بعض المناطق أو إقالة المسؤولين من بعض المناصب.

### سنغافورة
في سنغافورة، تنطبق إجراءات مختلفة لتعديل الأجزاء المختلفة من الدستور. أغلب بنود الدستور يمكن تعديلها بقانون يمرره البرلمان حال حصول غالبية مطلقة متمثلة بثلثي الأعضاء المصوتين في القراءة الثانية والثالثة للقانون. القوانين العادية يمكن تمريرها بغالبية عادية تتمثل بأكثر من نصف الأعضاء الحاضرين والمصوِتين، في حين أن شرط الغالبية العظمى الأكثر تشددًا هو ما يمنح الدستور صفة الثبات والصرامة. على أي حال، يملك الحزب الحاكم الغالبية في البرلمان بأكثر من ثلثي المقاعد منذ عام 1968.

### كوريا الجنوبية
يجب الحصول على موافقة الغالبية العظمى من ثلاثة الأخماس (60%) من المشرعين لتمرير قانون ما للجمعية الوطنية للتصويت عليه، وذلك لمنع الحزب الحاكم من تمرير القوانين دون موافقة الأحزاب المعارضة.

### الأمم المتحدة
يشترط مجلس الأمن في الأمم المتحدة موافقة الغالبية العظمى من المقاعد لتمرير القرارات حول المسائل المهمة والكبيرة، في حين أن الإجراءات الاعتيادية تتطلب موافقة الغالبية العادية، أي أكثر من نصف المصوتين.

### المملكة المتحدة
يمكن حل مجلس العموم البريطاني قبل انتهاء دورته ذات السنوات الخمس، إذا صوت ثلثا أعضاء مجلس العموم بالموافقة، وفقًا لقرار البرلمان الصادر عام 2011، وهي الحالة الوحيدة في الدستور البريطاني التي تتطلب غالبية عظمى. إن مجلس العموم بدوره يمكنه أن يحل البرلمان إذا مرّر قرارًا بعدم الثقة بالحكومة ولم تحصل أي حكومة جديدة على ثقة المجلس خلال أسبوعين من تاريخ الاستدعاء الأصلي.

### الولايات المتحدة
يشترط دستور الولايات المتحدة الحصول على غالبية عظمى لتمرير بعض الإجراءات المهمة. تعديلات الدستور يجب أن تُقترح بإحدى طريقتين: تصويت ثلثي الكونغرس الأمريكي، أو عقد مؤتمر للكونغرس استجابةً لطلب ثلثي الولايات الأميركية. فور اقتراح التعديل، يجب أن تصدق عليه ثلثا الولايات الأمريكية، عبر الجهات التشريعية، أو من طريق مؤتمر، حسب ما يحدده الكونغرس.